# Belton (Misuri)
Belton es una ciudad ubicada en el condado de Cass en el estado estadounidense de Misuri. En el Censo de 2010 tenía una población de 23116 habitantes y una densidad poblacional de 623,48 personas por km².

## Geografía
Belton se encuentra ubicada en las coordenadas 38°49′8″N 94°31′47″O / 38.81889, -94.52972. Según la Oficina del Censo de los Estados Unidos, Belton tiene una superficie total de 37.08 km², de la cual 36.9 km² corresponden a tierra firme y (0.48%) 0.18 km² es agua.

## Demografía
Según el censo de 2010, había 23116 personas residiendo en Belton. La densidad de población era de 623,48 hab./km². De los 23116 habitantes, Belton estaba compuesto por el 85.65% blancos, el 5.98% eran afroamericanos, el 0.63% eran amerindios, el 0.85% eran asiáticos, el 0.12% eran isleños del Pacífico, el 3.66% eran de otras razas y el 3.1% pertenecían a dos o más razas. Del total de la población el 8.11% eran hispanos o latinos de cualquier raza.